# Gottfried Valentin Mansinger
Gottfried Valentin Mansinger (* 4. Oktober 1737 in Pressburg; † 18. Juli 1817 in Regensburg) war ein österreichischer Porträtmaler und Zeichner.

## Leben

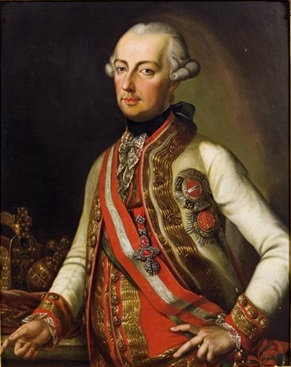
Gottfried Valentin Mansinger: Kaiser Joseph II., 1784

Mansinger war ein Schüler von Daniel Schmiddely (1705–1797). Um 1775 nahm er seinen Wohnsitz in Regensburg, der Stadt des Immerwährenden Reichstags. Viele Fürsten und Adlige ließen sich von ihm porträtieren.